# Escut de Moldàvia
L'escut de Moldàvia fou aprovat el 3 de novembre de 1990 arran de la independència de la nova República, subsegüent a la dissolució de la Unió Soviètica. Es tracta d'un escut estilitzat, una mica allunyat de les solucions heràldiques tradicionals, obra de l'artista plàstic Gheorghe Vrabie, basat en les armes del Principat de Moldàvia.

## Descripció
És un escut truncat, de gules i atzur, sobre el qual ressalta un rencontre de bou, acompanyat al cap per una estrella de vuit puntes, a la destra per una rosa i a la sinistra per una lluna creixent, tot d'or. L'escut és al pit d'una àguila d'or, becada i membrada de gules, símbol de l'origen llatí del poble moldau, que aguanta una creu ortodoxa d'or amb el bec, una branca d'olivera de sinople amb l'urpa de la destra i un ceptre d'or amb la de la sinistra, i presenta una gran semblança amb l'escut romanès, dins el qual figuren també les armes de Moldàvia al quarter superior dret.
L'escut apareix al centre de la bandera estatal.

## Escuts històrics

Escut de l'RSS de Moldàvia

Va substituir l'escut de la República Socialista Soviètica de Moldàvia, adoptat el 10 de febrer de 1941, amb els elements típics del comunisme (l'estrella roja i la falç i el martell) juntament amb un sol ixent, emblema del futur de la nació moldava, i símbols agrícoles (blat, blat de moro, raïm, pomes). Duia una cinta vermella amb les inicials de la República en moldau escrit en alfabet ciríl·lic: PCCM (és a dir, Република Советикэ Сочиалистэ Молдовеняскэ, Republica Sovietică Socialistă Moldovenească) i el lema de l'URSS, «Proletaris d'arreu del món, uniu-vos!», en moldau i rus.